# Luftrausers
Luftrausers — компьютерная игра в жанре shoot 'em up, разработанная Vlambeer и изданная Devolver Digital для платформ Linux, OS X, PlayStation 3, PlayStation Vita и Microsoft Windows 18 марта 2014 года. 20 декабря 2014 года она была портирована на Android.
Luftrausers является обновленным портом более ранней игры Luftrauser, созданной Vlambeer на технологии Flash. Сейчас игра создана при помощи Game Maker.

## Игровой процесс

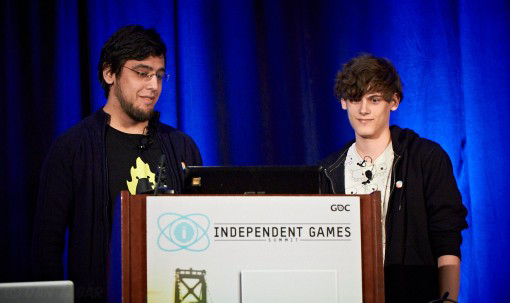
Основатели Vlambeer на GDC Independent Games 2013

Luftrausers — это аркадный двухмерный симулятор самолёта, выполненный в пиксельном ретро-стиле. Игрок управляет самолётом, напоминающим разработки Оружия возмездия, способным произвольно менять направление полёта. Однако основное оружие может стрелять только в направлении по ходу полёта, поэтому от игрока требуется сноровка для одновременного управления и прицеливания. По мере игры игроку становятся доступными дополнительные возможности самолёта — можно выбирать из пяти систем вооружения, корпусов и двигателей, таким образом, доступно 125 комбинаций самолётов. Используемые комбинации также влияют на воспроизводимую музыку — каждая из подсистем самолёта вносит своё, отдельное звучание в общую мелодию.
Основная задача игрока — выжить посреди превосходящих сил противника, в число которых входят поршневые, реактивные и экспериментальные самолёты, лодки, корабли, подлодки, дирижабли, и набрать максимальное количество очков. При уничтожении противника подряд в течение определённого времени увеличивается множитель получаемых очков (вплоть до максимального множителя 20, которая в игре называется «Combo»).

## Критика и продажи
| Сводный рейтинг       | Сводный рейтинг                           |
| Агрегатор             | Оценка                                    |
| --------------------- | ----------------------------------------- |
| GameRankings          | (PC) 81,15 % (PS3) 83,55 % (Vita) 82,73 % |
| Metacritic            | (PC) 80/100 (PS3) 80/100 (Vita) 83/100    |
| Иноязычные издания    |                                           |
| Издание               | Оценка                                    |
| EGM                   | 9/10                                      |
| Game Informer         | 8,5/10                                    |
| GameSpot              | 7/10                                      |
| IGN                   | 8,7/10                                    |
| Polygon               | 8/10                                      |
| Русскоязычные издания |                                           |
| Издание               | Оценка                                    |
| Riot Pixels           | 65 %                                      |

Игра получила преимущественно положительные отзывы. На сайте-агрегаторе Metacritic средняя оценка игры составляет 80 из 100 на основе 45 обзоров для платформы PC.
Летом 2018 года, благодаря уязвимости в защите Steam Web API, стало известно, что точное количество пользователей сервиса Steam, которые играли в игру хотя бы один раз, составляет 314 885 человек.